# Sydney-tölcsérhálóspók
A Sydney-tölcsérhálóspók (Atrax robustus) a pókszabásúak (Arachnida) osztályába, a pókok (Araneae) rendjébe, ezen belül a négytüdős pókok (Mygalomorphae) alrendjébe és az aknászpókfélék (Nemesiidae) családjába tartozó faj. A tölcsérhálós pókok (Atrax) nemének 3 faja közül a legismertebb. A világ leghalálosabb pókjának tartják, szúrásával az emberi körmöt is képes átütni.

## Előfordulása
Ausztrália keleti részén fordul elő, leginkább Sydney 100 km-es körzetében (nevét is innen kapta).

## Megjelenése, mérete
A hím 20, a nőstény 30 milliméter hosszú. Előteste csupasz, fényes fekete, néha kissé kékes árnyalatú, utóteste sötétbarna és szőrös. Hatalmas csáprágói lefelé irányulnak. A hímek rövidebb életűek és kisebbek, mint a nőstények. Az eddig talált legnagyobb, 7,9 centiméter hosszú hím példányt 2024 januárjában fogták be a Central Coast régióban, Sydney-től mintegy 80 kilométerre. Az állatot az Ausztráliai Hüllőparkban helyezték el, ahol mérgét kivonják és ellenanyagot készítenek belőle harapása ellen.

## Mérge
Általában a hímek marnak, mivel az esős évszak idején párt keresve kóborolnak, és ilyenkor betévedhetnek kertekbe, parkokba, lakásokba is. A mérge életveszélyes, de rossz híre ellenére csak védekezésképpen támad. Ilyenkor a négy elülső lábát felemeli, és csáprágóit lefelé mozgatva beledöf áldozatába, néha többször is egymás után. Mérge, az atracotoxin lebontja és elfolyósítja a szöveteket. Erős fájdalmat okoz, embernél és más főemlősöknél az idegrendszert is károsítja (más emlősöknél nem). Csípése halálos is lehet. Gyerekekre különösen veszélyes. Maráskor azonnali orvosi ellátás szükséges. A nőstények mérge jóval gyengébb hatású, mint a hímeké.
A Sydney-tölcsérhálóspók mérgével több helyen kísérleteznek, hátha a méreg hasznos valamilyen betegség gyógyítására. Mérge ellen 1981 óta létezik ellenszérum, azóta nem jegyeztek fel halálos marást.

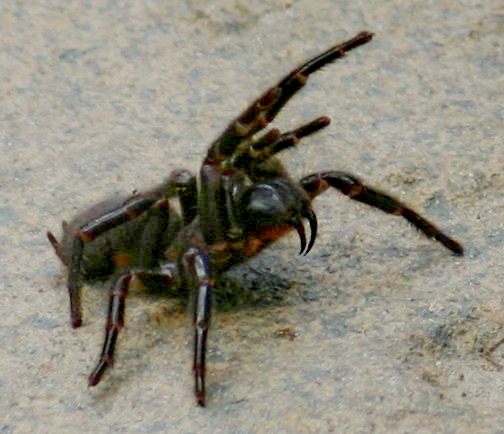
Sydney-tölcsérhálóspók támadóállásban